# 広島市立狩小川小学校
広島市立狩小川小学校（ひろしましりつ かこがわしょうがっこう）は、広島県広島市安佐北区にある公立小学校。

## 概要
1873年（明治6年）に博詳舎（後の狩留家小学校）、至誠館（後の小河原小学校）、成務館（後の上深川小学校）として発足以来、130年の歴史を持つ。
広島市の北北東の山地（林間部）の麓に校舎を構えており、清流を臨む緑豊かな環境に位置する。校舎裏の河川敷には、原爆慰霊碑があり、児童による平和の集いが行なわれている。
本学区（狩留家・小河原・上深川）は、四方を山に囲まれた純農村山地として発展してきた地域である。近年は、世帯数・人口ともに横ばいの傾向にある。学区が広く、片道3～4キロ以上を徒歩通学する児童もいる。山陽自動車道広島東インターチェンジに近いことや、向原・三次方面へと向かう県道が学区内を貫くことから交通量が増加し、継続的な安全指導と配慮が重視されている。

## 沿革

### 経緯
1909年（明治42年）に狩小川尋常小学校として開校。学校名は、当時の村域に属していた狩留家・小河原・上深川の町名から、それぞれ一文字を抜粋し、『狩小川』と総称したものが由来とされている。また、記述の3カ村が現在に渡り、校区と定められている。1889年に市町村制が施行され、1898年に郡制の施行をもって安佐郡（旧高宮郡）が発足。1955年（昭和30年）に、狩小川村と、その近隣に独立していた落合村・口田村・深川村が対等合併し、高陽町が成立する。この町村合併に伴い、学校名が安佐郡高陽町立狩小川小学校に改称される。1973年（昭和48年）、高陽町が、隣接する安佐郡佐東町・安古市町・安芸郡瀬野川町とともに広島市へ編入。この市町村合併により、新たに広島市立狩小川小学校と改称され、現在に至る。

### 年表
- 1909年（明治42年） - 狩小川尋常小学校が開校される。
- 1928年（昭和3年） - 校舎の一部が焼失。同年10月に新校舎が落成する。
- 1941年（昭和16年） - 狩小川国民学校と改称される。
- 1947年（昭和22年） - 狩小川小学校と改称される。
- 1953年（昭和28年） - 運動場が拡張、木造二階建校舎と講堂が落成する。同年に、校歌・校章の制定される。
- 1955年（昭和30年） - 町村合併により安佐郡高陽町立狩小川小学校と改称される。
- 1965年（昭和40年） - 全日本健康優良校として受賞される。
- 1969年（昭和44年） - 屋内にプール施設が完成する。
- 1973年（昭和48年） - 市町村合併により広島市立狩小川小学校と改称される。
- 1981年（昭和56年） - 健康優良校受賞記念として「強いからだ」の石碑が設立される。
- 1983年（昭和58年） - 鉄筋四階建校舎が新築落成。同年に、新運動場が完成する。
- 1984年（昭和59年） - 屋内運動場が新築落成する。
- 1988年（昭和63年） - 市水道施設が完成する。
- 1992年（平成4年） - 屋内に造形砂場が完成する。
- 1993年（平成5年） - 狩小川児童館が完成する。
- 2008年（平成20年） - 狩小川小学校百周年記念式典が開催される。

## 教育目標
- 確かな力（学力・体力・生活力）、豊かな心を持ち、自立する子どもを育てる

## 学校行事
- 始業式
- 遠足
- 社会科見学
- 修学旅行
- 野外活動
- 運動会
- かこがわ子どもフェスタ
- 芸術鑑賞会
- 平和学習
- 校外学習
- 書き初め会
- 写生大会
- 卒業式

## 周辺環境
白木街道に面した県道37号線沿いに所在。周辺は、山と川に囲まれた自然豊かな環境が広がっており、集落跡地や、対岸へ渡る近世補助路・循環道がある。校舎裏に流れる太田川の支流・三篠川（三田川）の川縁に「かこがわ水辺の楽校」が設置され、カヌー教室や河川水難事故防止に関する安全教室などが実施されている。

## 交通
- JR芸備線上深川駅下車 徒歩15分
- JR芸備線狩留家駅下車 徒歩20分
- 広島バスセンター・広島駅行き、JRバス中国・上深川研創行き、上深川駅前下車 徒歩15分
- 広交観光・井原行き、狩小川小学校前下車 徒歩1分

## 著名な関係者
出身者
- 木島丘 - 元広島市議会議長